# エトナ級軽巡洋艦
| エトナ級軽巡洋艦                  | エトナ級軽巡洋艦 |
| --------------------------------- | --- |
| 画像をアップロード                | |
| 艦級概観                          | |
| 艦種                              | 軽巡洋艦 |
| 艦名                              | 火山名 |
| 前級                              | ルイジ・ディ・サヴォイア・デュカ・デグリ・アブルッチ級軽巡洋艦 |
| 次級                              | カピターニ・ロマーニ級軽巡洋艦 |
| 性能諸元((内はタクシン時代のもの) | |
| 排水量                            | 基準：5,990トン (基準：4,300トン、常備：5,500トン) |
| 全長                              | 153.8m、141m(水線長) |
| 全幅                              | 14.47m |
| 吃水                              | 常備：5.95m(5.25m) |
| 機関                              | 形式不明重油専焼水管缶3基+形式不明ギヤードタービン2基2軸推進 |
| 最大出力                          | 40,000hp(45,000hp) |
| 最大速力                          | 28ノット(30ノット) |
| 航続距離                          | 不明 |
| 乗員                              | 580名 |
| 兵装                              | 1938年型13.5cm（45口径）連装両用砲3基 1939年型6.5cm(54口径)単装高角砲10基 1929年型20mm（65口径）機銃連装6基 (1936年型15.2cm(55口径）連装砲3基、1909年型 7.6cm(50口径)単装高角砲6基、13.2mm単装機銃8基、53.3cm水上魚雷発射管3連装2基) |
| 装甲                              | (舷側：60mm(水線部) 甲板：20～35mm(30mm) |
| 搭載機                            | (水上機1機、カタパルト1基) |

エトナ級軽巡洋艦 (Incrociatore leggero classe Etna) とは、イタリアが第二次世界大戦当時に建造した軽巡洋艦である。もともとはタイが、第二次世界大戦勃発前にイタリア王国へ発注した2隻の巡洋艦であった。「タクシン級」（ナレスアン、タクシン）として建造中の1940年6月にイタリアが世界大戦に参戦。その後、イタリア海軍が買収する。艦形が小型過ぎて既存の軽巡洋艦として使うのには向かないため、途中で防空軽巡洋艦として改設計をおこなった。だがイタリアの降伏までに竣工せず、世界大戦終結後に未完成のまま解体された。なお、本級の艦名はエトナ火山とヴェスヴィオ火山に由来し、イタリア海軍で何代も襲名されている。

## 概要
1930年代のタイは、海軍力の増強に乗り出した。だが自国で軍艦を調達できず、諸外国から輸入する方法でタイ海軍の戦力を整備する。第一期計画では日本から納入された艦艇が多かったが、第二期計画ではイタリアに巡洋艦を発注した。1936年夏には、タイ海軍の将兵60名がイタリアに渡り、諸方面の施設を視察している。
タイ（シャム）とフランスは領土問題を抱えていた。
本級はタイ海軍がインドシナに駐留するフランス海軍の東洋艦隊に対抗すべく計画したものである。
トンブリ級海防戦艦を建造した日本の川崎造船所も入札を検討したが、最終的にイタリア政府に発注された。その主要目は、排水量約4,200トンもしくは4,800トン、速力30ノット程度、主砲に15.2センチ砲6門装備というものだった。
1939年にトリエステのカンティエーリ・リウニーティ・デッラドリアーティコ（C.R.D.A.）に発注され、「タクシン」は1939年9月23日に、「ナレスアン」は1939年8月26日に起工した。しかし建造中の1939年9月1日にヨーロッパで第二次世界大戦が勃発した。さらに1940年6月10日にイタリアが枢軸国として第二次世界大戦に参戦した。1941年8月6日にタクシンが進水、遅れて1年後の1942年5月28日にナレスアンが進水した。2隻とも1943年に竣工予定だった。
しかし、この頃のイタリアは大戦の影響により工事は遅滞しがちで、何より自国海軍の艦艇を維持するのに精一杯であった。そのため、イタリア海軍は本級2隻をタイ政府より買収し、自国海軍向けに建造を再開した。艦名は自国の火山名が名付けられ、タクシンは「エトナ」、ナレスアンは「ヴェスヴィオ」と号せられた。
しかし、イタリア海軍の既存軽巡洋艦に比べて艦形も小型で何より武装にも速力にも劣る本級はそのままでは使い勝手が悪いため、当時不足がちだった船団護衛用任務に特化した軽巡洋艦として改設計を行ったのである。連合軍機から船団を守るために主砲は対空・対艦双方に使用できる両用砲とし、更に本艦も輸送艦として使えるように船体後部は兵員や物資を運べるようフラットな形状に作り変えた。設計状態では防空巡洋艦（防空艦）として生まれ変わったのである

## 外観

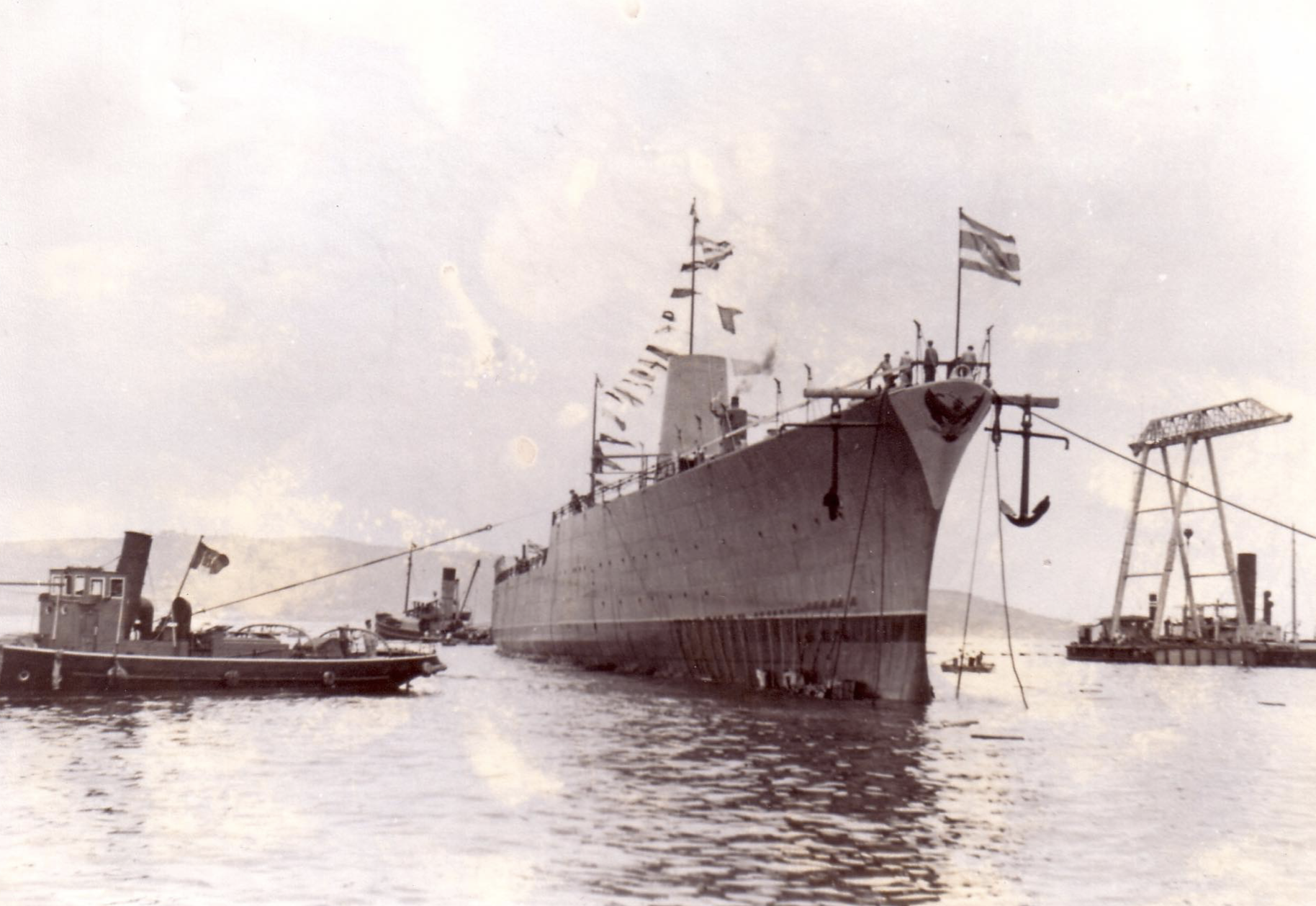
進水後のタクシン。

本級の船体形状はクリッパー型艦首から弱いシアを持つ駆逐艦型の短船首楼型船体であった。艦首甲板から見てみると、新設計の「1938年型13.5cm（45口径）両用砲」を連装砲塔に納め1基、円柱型の測距儀を載せた箱型艦橋の背後に軽量なポール・マストが立ち、艦橋に食い込むように斜めに立つ一本煙突の左右に対空射撃式装置が1基ずつ配置され、船体中央部の舷側に6.5cm単装高角砲が直列に片舷5基の計10基が配置されている。
煙突の後部から艦尾甲板までは階段状になっており各段ごとに20mm連装機銃が1基ずつ配置され、空いた箇所に艦載艇が置かれた、後部甲板上には後ろ向きに連装主砲塔2基が背負い式で配置され、そこから艦尾までは完全にフラットとなっている。

## 主砲
タクシン級軽巡洋艦としては、15.2センチ砲をおさめた連装砲塔を3基搭載、合計6門という武装だった。
エトナ級軽巡洋艦としては、主砲として「カイオ・ドゥイリオ級戦艦」の副砲や「カピターニ・ロマーニ級軽巡洋艦」の主砲として装備された「1938年型13.5cm（45口径）砲」を採用した。重量32.7 kgの砲弾を仰角45度で19,600 mまで届かせることが出来る。この砲を本級では連装砲塔に収めた。更に、それまでは最大仰角45度だったものを両用砲化して搭載する予定であった。両用砲となった本砲の俯仰能力は仰角85度、俯角7度である。旋回角度は船体首尾線方向を0度として砲塔が左右120度の旋回角度を持つ、主砲身の俯仰・砲塔の旋回・砲弾の揚弾・装填は主に電力で行われ、補助に人力を必要とした。発射速度は毎分6発である。
本砲は世界大戦終結後になって完成し、1954年に「ルイージ・ディ・サヴォイア・ドゥーカ・デッリ・アブルッツィ級軽巡洋艦」「ジュゼッペ・ガリバルディ」が換装して装備した。

## その他の備砲・水雷兵装
高角砲は設計当初は7.6cm砲であったが、改設計時に新設計の「1939年型6.5cm(54口径)高角砲」を採用した。この砲は4.08kgの砲弾を仰角45度で7,500m、最大仰角80度で5,000mの高度まで到達させることができた。
旋回と俯仰は主に電力で行われ、左右方向に120度旋回でき、俯仰は仰角80度、俯角10度で、発射速度は毎分20発だった。
他にはブレダ社製「1929年型20mm（65口径）機銃」を連装砲架で6基12門を艦橋の両脇に1基ずつ、煙突の左右に1基ずつ、後方に背負い式に2基配置した。

## 機関
機関配置はイタリア近代巡洋艦伝統の缶室分離配置方式である。ボイラー缶3基を艦橋の直下に2基、タービン機関1基を挟んで後方に1基を配置、その後ろにタービン機関1基を配置した。設計段階では最大出力45,000hp、速力30ノットであったが、信頼性を考えて出力を抑えて最大出力40,000hp、速力28ノットとされた。

## 艦歴
購入後、悪化し続ける戦況は本級を完成へと導かず、イタリア敗戦時には2隻とも進捗率6割で1943年9月10日にドイツ陸軍に接収され、後にトリエステ湾の閉塞船として自沈処分にされた。
第二次世界大戦終結後の1949年に浮揚され解体処分となった。

## 同型艦
- 「エトナ(Etna)」(旧タイ海軍「タクシン(Taksin)」)[注釈 9]
- 「ヴェスヴィオ(Vesuvio)」(旧タイ海軍「ナレスアン(Naresuan)」)[注釈 10]。

### 注
1. 1 2  正確には、本級が発注された時点での国名は「シャム（暹羅）」[5]。1939年6月下旬[6]、シャムは「タイ（泰国）」と改名した[7]（タイの歴史）。
2. 1 2  イタリアにおける初代の軍艦「エトナ（英語版、イタリア語版）」と「ヴェスヴィオ（英語版、イタリア語版）」はコルベット艦。イタリアは1900年代初めにエトナ級防護巡洋艦の「エトナ（英語版）」と「ヴェスヴィオ（英語版、イタリア語版）」を保有しており、本級2隻「エトナ（タクシン）」、「ヴェスヴィオ（ナレスアン）」とも襲名艦である。第二次世界大戦後、2隻の艦名は補給艦に命名された。
3. ↑  メクロン級スループ、マッチャーヌ級潜水艦、トンブリ級海防戦艦など[12]。
4. 1 2  タイは1934年計画と1935年計画でイタリアのC.R.D.A.にトラッド級水雷艇を合計9隻発注した。1937年時点で、全隻納入されている[14]。またイタリアはアルゼンチンに輸出用の重巡洋艦2隻を納入した実績がある。
5. ↑  当時は、オランダ領東インドのオランダ海軍も海軍力を増強していた[16][17]。
6. ↑  極東に植民地を持つフランスやイギリスも、大日本帝国の影響を受けたタイの動向に関心を払っていた[18][19]。
7. ↑  新艦の要目[22]　目下イタリートリエスト造船所に於て建造中なるタイ國政府注文の巡洋艦二隻の主要目は次の如く發表された。即ち排水量四,八〇〇噸速力三〇節以内、兵装一五二粍砲六門、尚別表に依るとタイ海軍は新艦就役に伴ひ舊式艦艇を數隻除籍したとの由である。(四月二十七日)
8. ↑  海軍伊太利に戰艦注文[23]　タイ字紙記者がブライユンバーモントリ大佐との會見の後報ずるところによれば、先年タイ國海軍は伊太利に二隻の巡洋艦を注文したが、目下同國に於て建造中のところ、歐洲大戰の勃發により延期される模様であると言はれてゐる。(四.一〇-B・C)
9. ↑  第二次世界大戦後、補給艦「エトナ」（旧アメリカ輸送艦「ホイットニー」）、エトナ級補給艦「エトナ（英語版）」が就役した。
10. ↑  第二次世界大戦後、ヴェスヴイオ級補給艦（イタリア語版）「ヴェスヴィオ」、ストロンボリ級補給艦「ヴェスビィオ」が就役した。